# Ла Фортуна (Запотлан ел Гранде)
Ла Фортуна (шп. La Fortuna) насеље је у Мексику у савезној држави Халиско у општини Запотлан ел Гранде. Насеље се налази на надморској висини од 1544 м.

## Становништво
Према подацима из 2010. године у насељу су живела 3 становника.

### Хронологија
| Година       | 2000       | 2005      | 2010 |
| ------------ | ---------- | --------- | ---- |
| Становништво | 16 (8 / 8) | 7 (3 / 4) | 3    |

### Попис
| # | Индикатор                     | Вредност |
| - | ----------------------------- | -------- |
| 1 | Укупно домаћинстава           | 48       |
| 2 | Укупно насељених домаћинстава | 1        |
| 3 | Величина локације             | 1        |